# フライドブレインサンドイッチ
フライドブレインサンドイッチ（英語: Fried brain sandwich）は、アメリカ合衆国で食される、薄切りにした仔牛の脳を薄切りのパンで挟んだサンドイッチ。
1880年代後半、ミズーリ州セントルイスに市のストックヤードができてから、薄くスライスした揚げた脳を白いトーストにのせたメニューが普及したが、現在では需要が減り、ごく一部のレストランでしか提供されていない。インディアナ州エバンズビルでは、今でもいくつかのスモールビジネスのレストランで提供されており、人気の高い料理である。

## 豚の脳の使用
米国では、屠殺後30ヵ月以上経過した牛の脳を食用として販売することが禁じられた。牛海綿状脳症（通称：狂牛病）への懸念から、牛の脳ではなく豚の脳を提供する店舗も出てきている。豚の脳は牛の脳に比べてかなり小さいため、サンドイッチを作る際には準備が必要になる。豚の脳は、薄切りにする前に脳を洗浄しなければならず、その大きさから薄切りの数も少なくなる。